# تايلر تيرنر
تايلر تيرنر (بالإنجليزية: Tyler Turner)‏ (4 مارس 1996 بميلفورد في الولايات المتحدة - ) هو لاعب كرة قدم أمريكي في مركز الدفاع. شارك مع منتخب الولايات المتحدة تحت 17 سنة لكرة القدم ومنتخب الولايات المتحدة تحت 18 سنة لكرة القدم ومنتخب الولايات المتحدة تحت 20 سنة لكرة القدم ومنتخب الولايات المتحدة تحت 23 سنة لكرة القدم. أما مع النوادي، فقد لعب مع أورلاندو سيتي وOrlando City SC (2010–2014) ‏ وOrlando City B ‏.

## وصلات خارجية
- تايلر تيرنر على موقع الدوري الأمريكي (الإنجليزية)
- تايلر تيرنر على موقع قاعدة بيانات كرة القدم.إي يو (الإنجليزية)